# 1941 год в истории изобразительного искусства СССР
1941 год был отмечен рядом событий, оставивших заметный след в истории советского изобразительного искусства.

## События
- 7 января в Москве в Третьяковской галерее открылась «Выставка лучших произведений советских художников». Экспонировалось 1180 произведений живописи, графики, скульптуры, архитектуры 359 авторов.[1]

- 4 февраля в Москве в выставочных залах Оргкомитета ССХ и «Всекохудожника» открылась «Выставка живописи, графики и скульптуры» к шестидесятилетию К. Е. Ворошилова. Экспонировалось 388 произведений живописи, графики, скульптуры 219 авторов.[2]

- 11 февраля в Москве открылась Вторая выставка дипломных работ художественных вузов 1940 года. Экспонировалось 205 произведений живописи, графики, скульптуры и архитектуры 73 выпускников художественных вузов 1940 года.[3]

- В феврале в Центральном выставочном зале Московского товарищества художников открылась выставка «Молодые художники РСФСР». Экспонировалось 547 произведений живописи, графики, скульптуры 231 автора.[4]

- 27 апреля в Ленинграде в залах Ленинградского Союза советских художников открылась 7-я Выставка произведений ленинградских художников. Экспонировалось 592 произведения живописи, графики, скульптуры 186 авторов.[5]

- Выставка произведений Л. Ф. Овсянникова открылась в Ленинграде[6].

## Родились
- 14 января — Пурихов Виктор Иванович, российский советский скульптор, Заслуженный художник Российской Федерации.
- 14 января — Соскиев Владимир Борисович, российский скульптор, Народный художник России.
- 24 марта — Дробицкий Эдуард Николаевич, российский советский живописец и график (ум. в 2007).
- 23 июля — Гагарина Татьяна Алексеевна, советский скульптор (ум. в 1991).
- 15 сентября — Норштейн Юрий Борисович, советский и российский художник-мультипликатор и режиссёр, Заслуженный деятель искусств РСФСР, Народный артист Российской Федерации.
- 11 октября — Соков Леонид Петрович, советский и американский художник и скульптор. (ум. в 2018).

## Скончались
- 15 марта — Явленский Алексей Георгиевич, русский художник, с 1896 года живший в Германии (род. в 1864).
- 3 апреля — Шадр Иван Дмитриевич, русский советский художник, скульптор-монументалист (род. в 1887).
- 21 июля — Кругликова Елизавета Сергеевна, русский советский график и живописец (род. в 1865).
- 3 декабря — Филонов Павел Николаевич, русский советский художник, один из лидеров русского авангарда (род. в 1883).

### Полная дата неизвестна
- Андреев Александр Александрович, русский советский живописец, сценограф и педагог (род. в 1887).

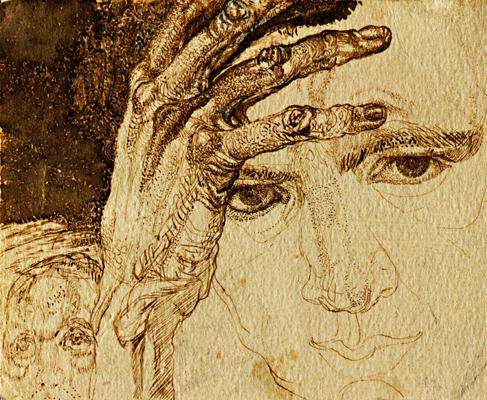
Павел Филонов
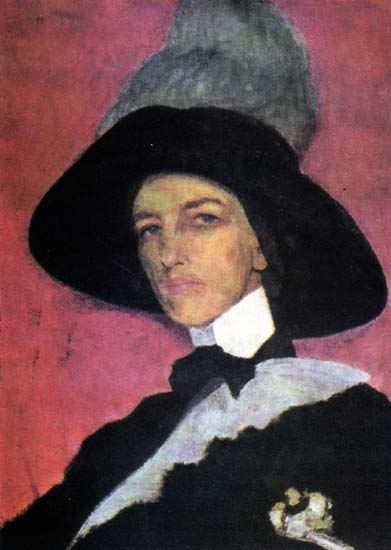
Елизавета Кругликова
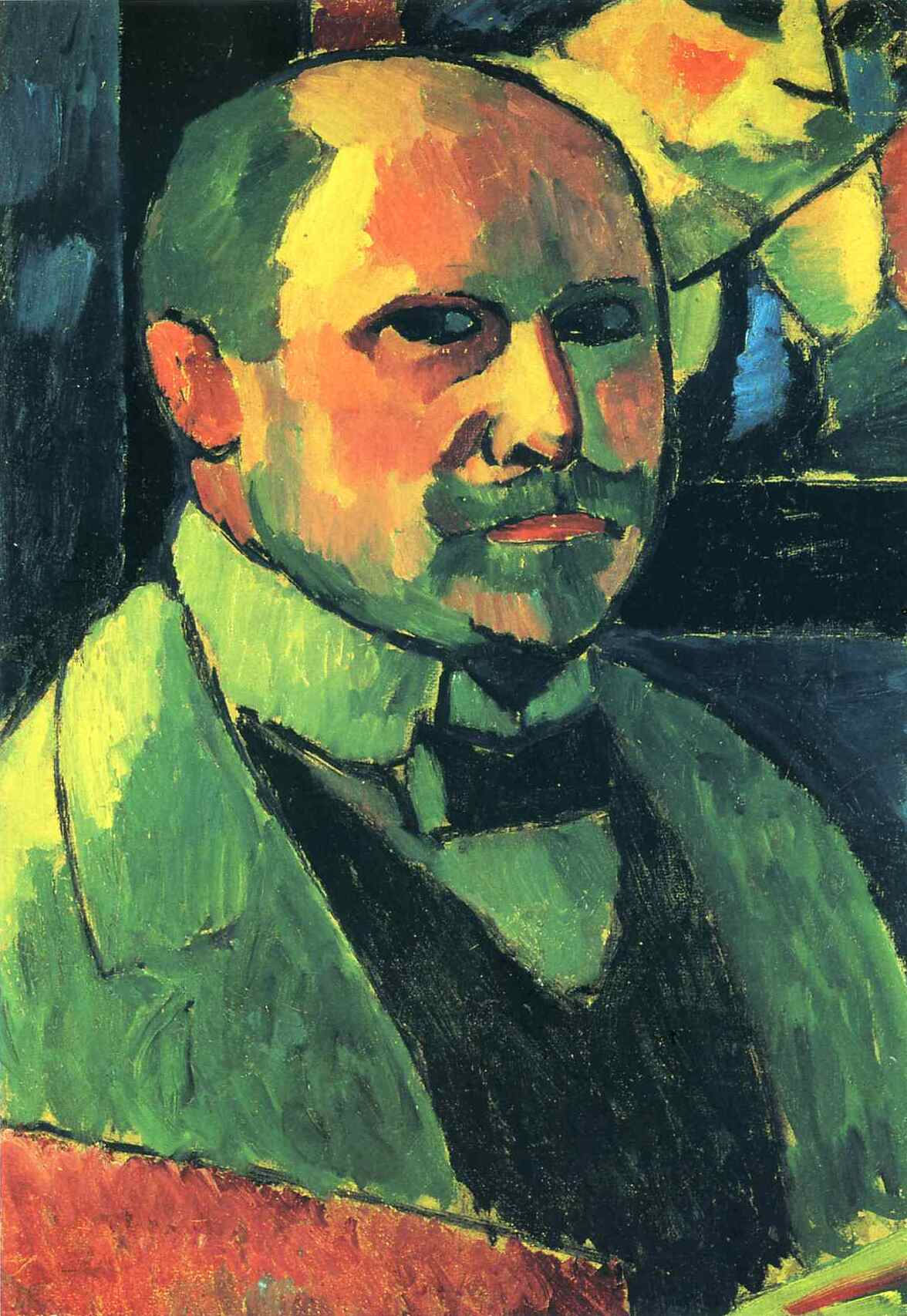
Алексей Явленский